# Нижнеаташевский сельсовет
Нижнеаташевский сельсове́т — упразднённая в 2008 году административно-территориальная единица и сельское поселение (тип муниципального образования) в составе Дюртюлинского района. Почтовый индекс — 452313. Код ОКАТО — 80224823000.
Объединён с сельским поселением Семилетовский сельсовет. Образован в 1988 году.

## Состав сельсовета
село Нижнеаташево — административный центр, деревня Таштау.

## История
Указ Президиума ВС Башкирской АССР от 13.05.1988 N 6-2/147 «Об образовании Нижнеаташевского сельсовета в Дюртюлинском районе» гласил:

1. Образовать в Дюртюлинском районе Нижнеаташевский сельсовет с административным центром в селе Нижнеаташево.
2. Включить в состав Нижнеаташевского сельсовета населенные пункты: село Нижнеаташево и поселок Таштау, исключив их из Таймурзинского сельсовета.

3. Установить границу Нижнеаташевского сельсовета согласно представленной схематической карте.
Закон Республики Башкортостан от 19.11.2008 N 49-з «Об изменениях в административно-территориальном устройстве Республики Башкортостан в связи с объединением отдельных сельсоветов и передачей населённых пунктов», ст.1 п. 20) б) гласил:

 "Внести следующие изменения в административно-территориальное устройство Республики Башкортостан:
 объединить Семилетовский, Нижнеаташевский и Нижнеманчаровский
сельсоветы с сохранением наименования «Семилетовский» с административным
центром в селе Семилетка.
Включить село Нижнеаташево, деревню Таштау Нижнеаташевского сельсовета, сёла Нижнеманчарово, Каралачук Нижнеманчаровского сельсовета в состав
Семилетовского сельсовета.

Утвердить границы Семилетовского сельсовета согласно представленной схематической карте.

Исключить из учётных данных Нижнеаташевский и Нижнеманчаровский сельсоветы 

## Географическое положение
На 2008 год граничил с  Чекмагушевским районом, с муниципальными образованиями: Нижнеманчаровский сельсовет, Асяновский сельсовет, Таймурзинский сельсовет, Куккуяновский сельсовет («Закон Республики Башкортостан от 17.12.2004 N 126-з (ред. от 19.11.2008) „О границах, статусе и административных центрах муниципальных образований в Республике Башкортостан“»).